# Innus
Montagnais
Ne doit pas être confondu avec Inuits.
Les Innus ou Ilnus, appelés auparavant Montagnais, sont un peuple autochtone d'Amérique du Nord, originaires de l'est de la péninsule du Québec-Labrador, plus précisément des régions de la Côte-Nord et du Saguenay–Lac-Saint-Jean au Québec ainsi que de la région du Labrador à Terre-Neuve-et-Labrador selon le traité de 1949 de la cessation du Labrador à Terre-Neuve. Les Innus désignent leur territoire ancestral sous le nom de Nitassinan. Les Innus habitent le Nitassinan depuis 8 000 ans. Par ailleurs, ils désignent l'intérieur des terres, territoires de chasse, par le terme nutshimit. 
Le terme Innu provient de leur langue, l'innu-aimun, et signifie « être humain ». Ce nom fut officiellement adopté en 1990 [réf. nécessaire] remplaçant le terme Montagnais donné par les premiers explorateurs français.
Un important métissage a eu lieu entre les populations montagnaise (Innus) et française, et a donné naissance à des centaines de canadiens. Pratiquant la chasse, l'agriculture et vivant d'un mode de vie « sédentaire », les communautés innus et les colons français, reconnus pour leur humour et leurs festivités tissèrent en effet rapidement des liens.
En 1618 les peuples algonquiens alliés aux colonies françaises de la Huronie, des Pays-d'en-haut, de l'Acadie, de la Nouvelle-France et de la Nouvelle-Orléans se voient dans un conflit territorial opposés aux tribus nomades Iroquoises, alliés des Anglais et Hollandais. Les Montagnais (Innus), les Hurons (Wendats) et les Algonquins demandent à Champlain de les assister dans leurs guerres contre les Iroquois afin de protéger les villages algonquiens. Celui-ci accepte de fournir son appui militaire et attaque les Iroquois sur leur territoire en échange de fourrures destinées au marché de la traite des fourrures.
En 1701, invités par le gouverneur de la Nouvelle-France, Louis-Hector de Callière, les Innus signent le traité de La Grande paix. 
En 2016, on estimait leur nombre à plus de 27 755, dont plus de 25 275 au Québec répartis dans 11 bandes et moins de 2 480 répartis en deux bandes au Labrador, population en décroissance à la suite des conflits reliés entre Terre-Neuve-et-Labrador et les communautés innus.
En 2021, au Québec, la population innue est estimée à 20 000 personnes établies sur la Côte-Nord, au Saguenay–Lac-Saint-Jean et à Schefferville.

## Histoire
Les Innus sont un des peuples Algonquiens du Nord avec les Naskapis, les Attikameks, et les Cris, qui occupent le reste de la zone subarctique de Québec.
Il y a environ 7 000 ans, le réchauffement de l'Amérique du Nord qui entraîne la fonte des glaces amène les Innus à s'installer un peu partout sur la Côte-Nord du Québec et sur le territoire du Labrador. Leur premier contact avec une autre nation se fait avec les Inuit du Grand Nord qui chassaient la baleine migrant vers le Sud en raison de la fonte des glaces. Les Innus et les Inuit, pendant que ces derniers résident sur le même territoire durant quelques centaines d'années, partagent cultures et coutumes par des raids. Le combat le plus mémorable se passe en 1640 sur l'Île aux Esquimaux en Basse-Côte-Nord.
Les premiers missionnaires ayant rencontré les Innus de la Côte-Nord les ont appelés « Montagnais » qui désigne l'habitant des montagnes. Par contre, ceux vivant dans la région de la toundra étaient appelés Naskapis qui signifie « païen ». Au XXe siècle, les anthropologues ont rassemblé les deux termes, créant ainsi Montagnais-Naskapi, puisqu'ils considéraient que les deux peuples avaient une même culture. Cependant l'innu-aimun est la langue des Innus et le naskapi est celle des Naskapis.
Puis, les premiers Européens entrent en contact avec les Innus vers l'an 1500. Leurs premiers échanges sont des produits locaux (la nourriture, les médicaments, les fourrures, etc.) contre des objets de métal que les Innus ne peuvent pas produire eux-mêmes.

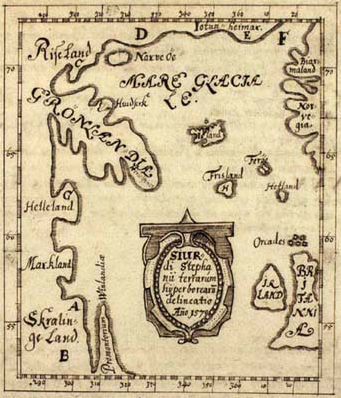
La carte de Skálholt (1570).

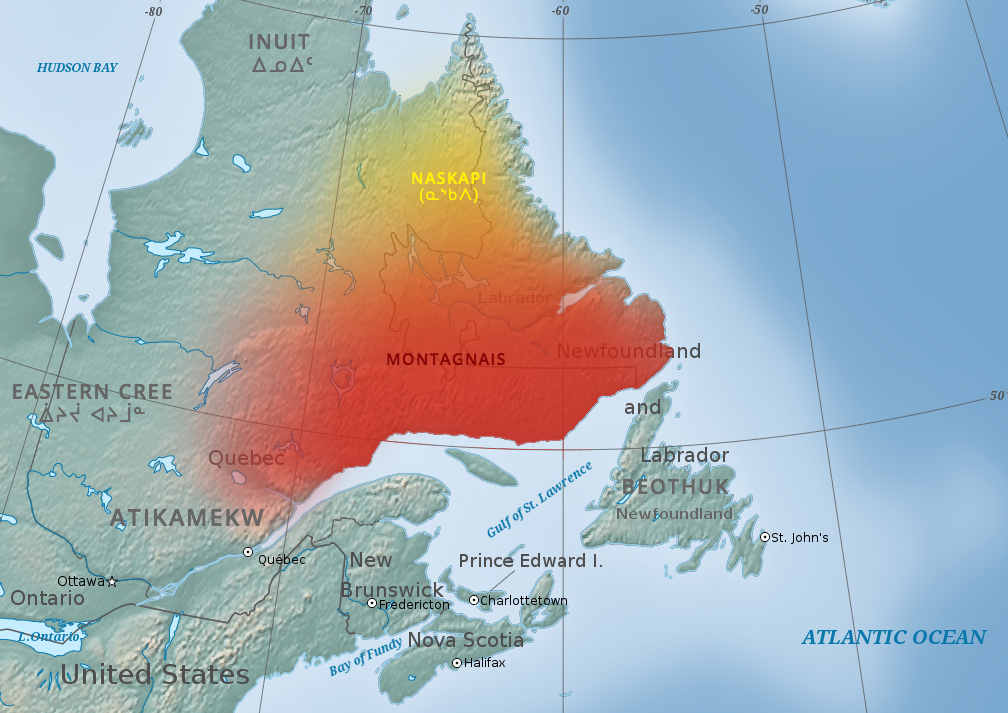
Territoires traditionnels innus : Naskapi en jaune et Montagnais en rouge

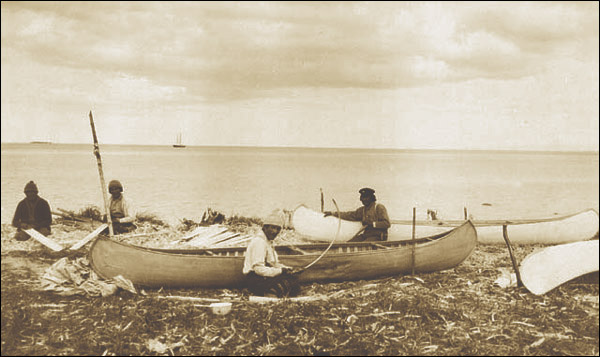
Des Innus fabricant un canoë près de Sheshatshiu vers 1920.

Les Norses (en), ou Vikings, dans la Grœnlendinga saga (1002-1003) nomment Skræling toutes les populations autochtones rencontrées dans la Péninsule du Québec-Labrador, et Markland leur territoire (Nitassinan), situé au sud du Helluland et au nord du Vinland.
En 1814 apparaissent l'Acte des Sauvages et les fondements de la politique d'assimilation. Comme partout sur le territoire, les missionnaires français arrivent sur la Côte-Nord afin d'assimiler les Innus. Ils changent leur nom, leur enseignent la religion catholique et leur apprennent le français. La culture autochtone est condamnée par les missionnaires.
Les Innus du Labrador, du Saguenay–Lac-Saint-Jean et de la Côte-Nord n'ont jamais officiellement cédé leur territoire au Canada par voie d'un traité autochtone, et jusqu'en 2002, les Innus des villages de Natuashish et Sheshatshiu du Labrador n'étaient pas assujettis à la loi sur les Indiens.
Avec l'expansion de l'exploitation minière et forestière depuis le début du XXe siècle, une proportion de plus en plus grande des Innus s'établissaient dans des villages au long des côtes et dans l'intérieur des terres. La sédentarisation des Innus était aussi activement encouragée par les gouvernements du Canada, du Québec et de Terre-Neuve et par les Églises catholique et anglicane, ce qui a mis définitivement fin à leur nomadisme.
Les Innus commencent le travail salarié lors de la construction du chemin de fer Québec North Shore et Labrador qui a été bâti entre les villes de Sept-Îles et de Schefferville. Comme la majorité de leur temps est consacré au travail et que ce dernier se retrouve à un endroit fixe, les Innus salariés cessent de parcourir de longues distances pour la chasse. Ils se contentent de chasser près du chemin de fer.
Avec le déclin des activités traditionnelles (la chasse, le piégeage et la pêche), la vie dans ces nouveaux villages fut souvent troublée par la toxicomanie, la violence familiale et le suicide.

### Innus du Labrador
En 1999, l'organisme Survival International a publié une étude sur les conditions de vie dans les deux communautés innues du Labrador et sur les politiques gouvernementales favorisant leur localisation dans des villages éloignés de leurs terres de chasse traditionnelles. Survival International affirmait que ces politiques violaient le droit international et étaient comparables au traitement infligé aux Tibétains par les autorités de la république populaire de Chine. De 1990 à 1997, selon ce rapport, la communauté innue de Davis Inlet au Labrador, affichait un taux de suicide douze fois plus élevé que celui de la population canadienne, donc au moins trois fois plus élevé que le taux observé dans plusieurs villages nordiques isolés du Canada.
Cette situation a amené le gouvernement canadien à allouer le statut d'indien aux Innus du Labrador en 2002, à allouer le statut de réserve indienne à la communauté de Natuashish en 2003 et à déplacer les Innus Mushuan (de Davis Inlet) dans la nouvelle réserve de Sheshatshiu en 2006.

## Culture

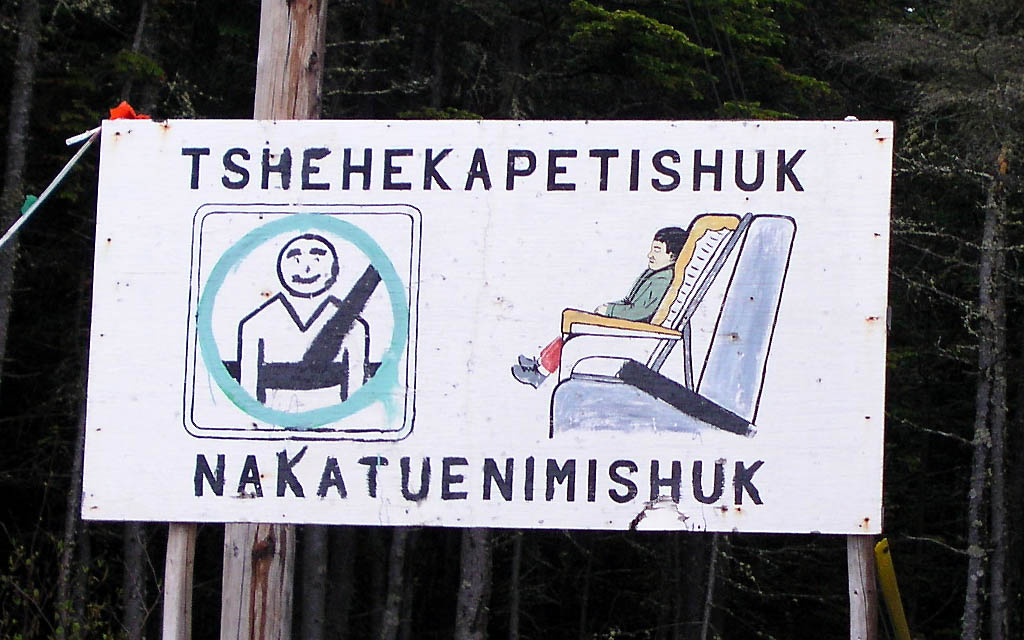
Panneau routier « attachez vos enfants » en langue innu, dans la réserve de Pointe-Parent à Natashquan, Québec.

Les connaissances sur la culture innue ont commencé à se diffuser largement auprès des francophones du Québec avec des ouvrages comme ceux d'An Antane Kapesh et, plus tard, par les écrits d'anthropologues et d'ethnologues comme José Mailhot, Rémi Savard, Serge Bouchard et Sylvie Vincent.
La promotion et la conservation de la culture et de la langue innue passe entre autres par l'Institut Tshakapesh, une organisation créé en 1978 par le Conseil atikamekw montagnais (CAM).
L'institut Tshakapesh, le musée Shaputan et celui de Mashteuiatsh sont reconnus pour le partage et la transmission de la culture innue. 

### Mode de vie traditionnel
Les innus abordent un mode de vie traditionnellement nomade, à la recherche du meilleur territoire de chasse. Ils doivent parfois se déplacer d'une région à l'autre pour suivre le mouvement du gibier, en raison de feux de forêts et des changements climatiques. Ce peuple nommait son territoire selon ses déplacements. Il suffit ainsi pour reconnaitre certains territoires innus de connaître le nom d'une rivière, d'un lac ou d'un lieu de portage nommés par ce peuple nomade.
Les moyens de transport privilégiés des Innus sont les raquettes et le toboggan en hiver, tandis qu'ils préfèrent se déplacer en canots d'écorces de bouleau en été.
Plusieurs objets symboliques font partie du paysage culturel innu, dont le Teueikan, le mocassin, le canot, le toboggan et les raquettes. Tous les objets traditionnels sont fabriqués de façon artisanale avec les ressources de leur territoire, comme la peau d'animaux, le bois et la pierre.
Le Teueikan, un tambour sacré, sert entre autres à la chasse au caribou et à la communication avec les esprits. C'est un objet dit dangereux, précieux et respecté dont l'usage n'est confié qu'à quelqu'un qui en a rêvé à trois reprises. Il est ensuite légué à l'aîné de la famille de celui-ci, qui se doit de respecter, lui aussi, les mêmes conditions oniriques que le précédent propriétaire.[pas clair] Les animaux chassés sont honorés lors de cérémonies rythmées par ce tambour.

### Culture moderne
On peut mentionner le Festival Innu Nikamu de Maliotenam (Mani Utenam en innu-aimun : le village de Marie), dont la vocation est de transmettre aux enfants la mémoire de la Culture innue, ainsi que le festival annuel d'Innucadie, à Natashquan.
La littérature innue est représentée nationalement et internationalement par les poétesses Joséphine Bacon, Natasha Kanapé Fontaine et Rita Mestokosho

La musique innue est représentéee par plusieurs groupes et musiciens, notamment Shauit, Florent Vollant et Claude McKenzie du groupe Kashtin, populaire durant les années 1990. On mentionnera également Jean-Marc Picard et Petapan de Pessamit, le Groupe Maten de Mani-Utenam, Meshikamau de Sheshatshit (North West rivers), Bobby Couture de Uashat (Sept-îles), Francois Jerome de Mani-Utenam, Teueikan de Unamen-shipu (La Romaine), Uasheshkun, Innutin de Ekuanitshit (Mingan), William-Mathieu Mark de (La Romaine), Jennifer Bellefleur de (La Romaine), James Nuna de (Sheshatshit), Pearl Nuna de (Sheshatshit), Laurent Mark de (La Romaine), Mike Paul Kuekuatsheu de (Mashteuiatsh) et George Nuna de (Sheshatshit). Voir aussi Innu Folk.

## Population et territoires

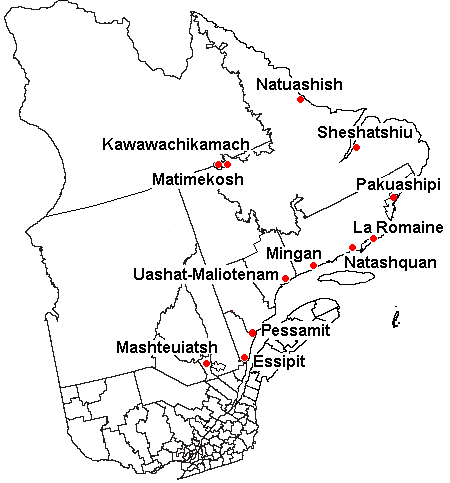
Villages innus du Québec et du Labrador.

| Communauté                  | Municipalité                  | Total  | Résidents | Non-résidents |
| --------------------------- | ----------------------------- | ------ | --------- | ------------- |
| Pessamit                    | MRC Manicouagan               | 3 925  | 2 893     | 1 032         |
| Essipit                     | Les Escoumins                 | 774    | 514       | 260           |
| Unamen Shipi (La Romaine)   | MRC Le Golfe-du-Saint-Laurent | 1 161  | 1 116     | 45            |
| Mashteuiatsh (Pointe-Bleue) | Le Domaine-du-Roy             | 6 704  | 2 085     | 4 447         |
| Matimekosh                  | Schefferville                 | 964    | 847       | 117           |
| Ekuantshit                  | Mingan                        | 662    | *         | *             |
| Nutashkuan                  | Natashquan                    | 1 097  | 1 003     | 94            |
| Pakuashipi                  | Saint-Augustin                | 363    | *         | *             |
| Uashat Mak Mani-Utenam      | Sept-Îles/Moisie              | 4 532  | 3 506     | 1 026         |
| Innus                       | Total                         | 19 955 | 12 616    | 7 339         |

## Bandes Mamuitun
- Le conseil tribal Mamuitun comprend cinq bandes indiennes[16] au nord du Québec, avec 17 000 membres en 2018 :

| Numéro | Nom officiel de la bande              | Siège         | Population inscrite (novembre 2016) |
| ------ | ------------------------------------- | ------------- | ----------------------------------- |
| 85     | Bande des Innus de Pessamit           | Pessamit      | 3 950                               |
| 80     | Innu Takuaikan Uashat Mak Mani-Utenam | Sept-Îles     | 4 608                               |
| 86     | Innue Essipit                         | Essipit       | 743                                 |
| 87     | Nation innue de Matimekush-Lac John   | Schefferville | 985                                 |
| 76     | Montagnais du Lac Saint-Jean          | Mashteuiatsh  | 6 612                               |

## Bandes Mamit Innuat et autres
- Le regroupement Mamit Innuat comprend quatre bandes indiennes[16] au nord-ouest de l'estuaire du Saint-Laurent, avec 3 300 membres en 2018 :

| Numéro | Nom officiel de la bande  | Siège                     | Population inscrite (janvier 2017) |
| ------ | ------------------------- | ------------------------- | ---------------------------------- |
| 82     | Innus d'Ekuanitshit       | Ekuanitshit               | 634                                |
| 83     | Montagnais de Natashquan  | Nutashkuan                | 1 118                              |
| 88     | Montagnais de Pakua Shipi | Saint-Augustin            | 371                                |
| 84     | Montagnais d'Unamen Shipu | Unamen Shipu (La Romaine) | 1 179                              |

- L'autre bande innue plus isolée dans la province de Québec, la nation naskapie de Kawawachikamach (796 habitants) administre deux territoires homonymes très proches (une terre réservée en région Nord-du-Québec et un village en région Côte-Nord), mais contrairement à la communauté innue de Matimekosh, la nation naskapie reste hors du conseil tribal Mamuitun) ;
- dans la province de Terre-Neuve-et-Labrador, les communautés de Natuashish et de Sheshatshiu (1 027 et 1 722 habitants respectivement) habitent sur la côte Atlantique nord-est du Labrador.

Au total, les communautés innues du Canada comptent plus de 22 000 membres en 2016.

## Personnalités innues
Personnalités innues
- An Antane Kapesh (1926-2004)
- Michel Jean : écrivain et journaliste
- Joséphine Bacon : écrivaine et poète
- Bernard Cleary : député du Bloc québécois
- Natasha Kanapé Fontaine : écrivaine et poète
- Jonathan Genest-Jourdain : député fédéral du Nouveau Parti démocratique
- Rita Mestokosho : écrivaine et poète
- Claude McKenzie : auteur-compositeur-interprète
- Peter Penashue : député fédéral du Parti conservateur du Canada
- Raphaël Picard : chef de Pessamit
- Ghislain Picard : chef de l'Assemblée des Premières Nations du Québec et du Labrador
- Florent Vollant : auteur-compositeur-interprète
- Stanley Vollant : premier chirurgien autochtone au Québec et au Canada et premier président autochtone d'une association médicale en Amérique du Nord
- Geneviève McKenzie-Sioui : auteure-compositrice-interprète, animatrice et productrice de télévision
- Kathia Rock : auteure-compositrice-interprète
- Michèle Audette (1971-), militante politique
- Naomi Fontaine (1987-), écrivaine
- Mike Paul Kuekuatsheu (1979-), auteur-compositeur-interprète
- Kateri Champagne Jourdain (1981-), députée provinciale et ministre de la Coalition Avenir Québec et première femme autochtone élue à l'Assemblée nationale
- Carole Labarre, auteure.
- Marie-Andrée Gill, poète.
- Maya Cousineau Mollen, poète.

## Littérature
- Naomi Fontaine Kuessipan (2011), Manikanetish (2017).
- Michel Jean, Kukum (2019), Qimmik (2023).
- An Antane Kapesh, Je suis une maudite sauvagesse (1976), Qu'as-tu fait de mon pays ? (1979).
- Franck Thilliez, Norferville (2024), (ISBN 9782265157798)[26].
- J. D. Kurtness, De vengeance (2017), Aquariums (2019), La vallée de l'étrange (2023).
- Carole Labarre, L'or des mélèzes (2022).
- Natasha Kanapé Fontaine, N'entre pas dans mon âme avec tes chaussures (2012), Manifeste Assi, (2014), Bleuets et abricots (2016), Nanimissuat Île-tonnerre (2018), Nauetakuan: un silence pour un bruit (2021), J'achève mon exil par un retour tremblant (2024).
- Marie-Andrée Gill, Béante (2012), Frayer (2015), Chauffer le dehors (2019), Allumer quelque chose (2025).
- Rita Mestokosho, Eshi uapatam Nukum / Comment je perçois la vie, grand-mère (2010), Uashtessiu / Lumière d’automne (2010), Née de la pluie et de la terre (2014), Atiku utei. Le cœur du caribou (2022).
- Joséphine Bacon, Bâtons à message/Tshissinuashitakana (2009), Un thé dans la toundra/ nipishapui nete mushuat (2013), Uiesh/ Quelque part (2018), Kau Minuat - Une  fois de plus (2023).
- Maya Cousineau Mollen, Bréviaire du matricule 082 (2019), Enfants du lichen (2022).
- Carole Labarre, L'or des Mélèzes (2022).

## Cinéma
- Kuessipan (2019), film dramatique de Myriam Verreault

#### Ouvrages
- (en) Dorothy K. Burnham, To Please the Caribou : Painted Caribou-Skin Coats Worn by the Naskapi, Montagnais, and Cree Hunters of the Québec-Labrador Peninsula, Toronto, Royal Ontario Museum, 1992.
- José Mailhot, Au pays des Innus : les gens de Sheshashit, Montréal, RAQ, 1993
- (en) Jose Mailhot, The People of Sheshatshit, Saint-Jean de Terre-Neuve, ISER, 1997.
- (en) Lucien M. Turner, Ethnology of the Ungave District, Hudson Bay Terriroty, Montréal, McGill-Queen's University Press, 2001.
- (en) Marie Wadden, Nitassinan : The Struggle to Reclaim Their Homeland, Toronto, Douglas & McIntyre, 1991
- (en) Nymphia Byrnc et Camille Fouillard, It's Like the Legend : Innu Women's Voices, Charlottetown (ÎPÉ), Gynergy Books, 2000.
- Madeleine Lefebvre, Tshakapesh : récits montagnais-naskapi, 1994.

#### Articles scientifiques
- Anne Doran, « Territoire et sacré chez les Innus », Théologiques, Faculté de théologie et de sciences des religions, Université de Montréal, vol. 16, no 1,‎ 2008 (ISSN 1492-1413, lire en ligne [PDF]).
- Aude Maltais-Landry, « Un territoire de cent pas de côté : récits de la création d'une réserve indienne en territoire innu au milieu du XXe siècle », Revue d'histoire de l'Amérique française, vol. 69, nos 1-2,‎ 2015, p. 19-50 (lire en ligne).
- (en) Eleanor Leacock, « Montagnais Women and the Jesuit Program for Colonization », Women and Colonization: Anthropological Perspectives, New York, Præger,‎ 1980.
- Jean-Paul Lacasse, « L'affirmation des droits territoriaux des Innus », Revue générale de droit, vol. 37, no 1,‎ 2007, p. 183-199 (lire en ligne).
- Jean-Paul Lacasse, « Autonomie gouvernementale et justice pénale innue », Revue générale de droit, vol. 32, no 3,‎ 2002, p. 809-820 (lire en ligne).
- Jean-Paul Lacasse, « Le territoire dans l'univers innu d'aujourd'hui », Cahiers de géographie du Québec, Département de géographique de l'Université Laval, vol. 40, no 110,‎ 1986 (ISSN 1708-8968, lire en ligne [PDF]).
- Laurie Guimond et Alexia Desmeules, « « Les oreilles se sont ouvertes des deux côtés » : développement territorial et relations entre Innus et non-Innus au chantier Romaine », Recherches sociographiques, vol. 58, no 2,‎ 2017, p. 363-386 (DOI 10.7202/1042167ar, lire en ligne).
- Maxime Saint-Hilaire, « La proposition d'entente de principe avec les Innus : vers une nouvelle génération de traité ? », Les Cahiers de droit, Faculté de droit de l'Université Laval, vol. 44, no 3,‎ 2004 (ISSN 1918-8218, lire en ligne [PDF]).
- Yvette Mollen, « Transmettre un héritage : la langue innue », Cap-aux-Diamants, Les Éditions Cap-aux-Dimants inc., no 85,‎ 2006 (ISSN 1923-0923, lire en ligne [PDF]).

#### Bases de données et dictionnaires
- Notices dans des dictionnaires ou encyclopédies généralistes :   - Britannica
  - Dizionario di Storia
  - Store norske leksikon
- Notices d'autorité :   - LCCN
  - Israël
  - Tchéquie